# Gimbrède
Gimbrède – miejscowość i gmina we Francji, w regionie Oksytania, w departamencie Gers.
Według danych na rok 1990 gminę zamieszkiwało 285 osób, a gęstość zaludnienia wynosiła 11 osób/km² (wśród 3020 gmin regionu Midi-Pireneje Gimbrède plasuje się na 781. miejscu pod względem liczby ludności, natomiast pod względem powierzchni na miejscu 388.).